# もとまちユニオン
もとまちユニオンは、神奈川県を中心とした、日本のスーパーマーケット・チェーンの店舗ブランドのひとつ。1958年に横浜市中区元町で創業し、2013年以降は、京急ストアがこのチェーンを所有して、運営する。

## 歴史
創業者の森正二は、シップチャンドラー（船舶納入業者）としてユニオン・トレーディング商会を経営していたが、水産物加工品販売会社であった宝幸水産（ほうこうすいさん）の協力を得て、1958年にユニオン・スーパーマーケットを元町に創業した。当初から外国人向け品揃えを特色とし、輸入食品や雑貨などを販売していた。
1970年前後に経営権は横須賀産業に移った。
長らく明治屋産業に勤めた谷尾凱夫は、1996年にコンピュータ情報処理会社ユニオネックスを設立し、2002年に横須賀産業からスーパーマーケット事業を譲渡され、ユニオネックスをスーパーマーケット事業に特化した企業とし、元町ユニオンの経営にもあたることとなった。
2011年に元町店を改装刷新し、新宿店と六本木店を開店して東京都の店舗を3店舗に拡大した。
2013年にユニオネックスは京急ストアと統合した。
なお、もとまちユニオン発祥の元町店については、2025年6月14日に改装されて「もとまちユニオン本店」に店名を変更している。

## 店舗
2016年10月現在で神奈川県に6店舗、東京都に3店舗ある。
京急ストアが運営する店舗とは別に、ユニオネックス傘下で京急ストアと統合後も谷尾が会長を務める福岡県の「ニューヨーク・エボリューション」が、JR小倉駅南口のCOLET井筒屋地下1階食品フロアの核テナントとして「もとまちユニオン」を営業したが、COLLETの営業終了とともに閉店した。